# 뉴스 금요일 5시
뉴스 금요일 5시(ニュース きん5時)는 2021년 4월 2일부터 2023년 3월 8일까지 방송되었던 NHK 오사카 방송국 제작으로 일본 전역에 방송되는 저녁 생방송 보도·정보 프로그램이다.

## 프로그램 개요
NHK 종합 텔레비전에서 방송되고 있는 저녁 생방송 보도·정보 프로그램으로 도쿄도에 있는 NHK 방송 센터 아니고 NHK 오사카 방송국의 제작으로 일본 전 지역에 방송된다, 여기서 '금 5시'의 '금'은 '금요일'과 '킨키'를 의미하며 모두 인사에서도 그 취지를 알 수 있다.

## 방송 시간
- 매주 금요일 오후 4시 50분 ~ 5시 57분(67분)
  - 스모·고교 야구 기간 중은 휴방

## 진행자
- 다카세 코조: NHK 오사카 방송국 아나운서 (2023년 4월 14일 -  현재)
- 이시바시 아사: NHK 오사카 방송국 아나운서 (2021년 4월 2일 - 현재)

### 서브 뉴스 캐스터
- 이케다 노부코: NHK 아나운서 (2023년 4월 14일 - 현재)

## 역대 진행자
- 다케다 신이치: 前NHK 아나운서(2021년 4월 2일 ~ 2023년 3월 10일)

## 공식 사이트
- NHK 뉴스 금요일 5시 홈페이지